# Klasefibbla
Klasefibbla (Crepis praemorsa) är en växtart i familjen korgblommiga växter. Den förekommer i södra och mellersta Sverige samt på Öland och Gotland. Den växer i öppna lövängar, naturbetesmarker och slåtterängar, med frisk mark.